# Templo de Augusto (Barcelona)
El Templo de Augusto de Barcelona (España) fue un templo romano dedicado al culto imperial a César Augusto construido en Barcino, colonia fundada con el permiso de Augusto, que sería con el paso del tiempo la ciudad de Barcelona. Fue la parte central del Foro en la cima del monte Táber, en la actualidad situada en el barrio gótico barcelonés. Se derrumbó con el paso del tiempo y a finales del siglo XIX se encontraron cuatro columnas durante las obras de construcción de la sede del Centro Excursionista de Cataluña. Una cuarta estaba expuesta en la plaza del Rey de la ciudad condal y fue incorporada al conjunto que se puede visitar. Es probable que se iniciara la construcción del templo en época de Tiberio, que fue quien instituyó el culto a Augusto. Actualmente es un espacio dependiente del Museo de Historia de Barcelona.

## Descubrimiento y recuperación

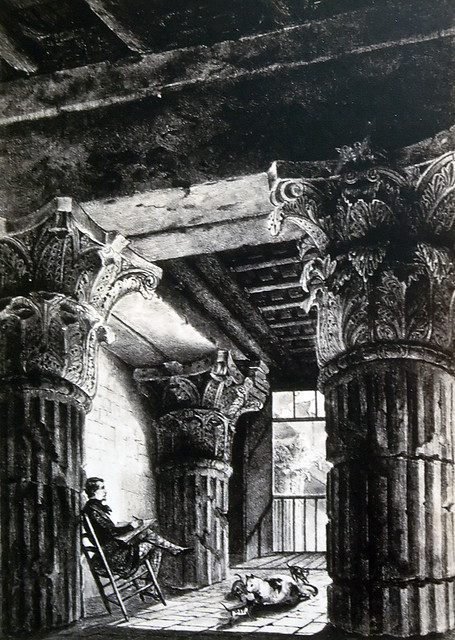
Grabado del piso superior del templo de Augusto, Francisco Javier Parcerisa (1837)

Según relata Josep Puig i Cadafalch, el arquitecto Antoni Cellers habría redactado una memoria descriptiva y un mapa de la planta del templo tras diversas excavaciones en 1830, pagadas por la Junta de Comercio de Barcelona. Parece que la hipótesis de que el templo estaba dedicado a Augusto es reafirmada por el mismo Puig i Cadafalch, que también lo describe como de tipo períptero y hexástilo, con once columnas en cada ala contando las esquinas, seis en la parte frontal y seis más en el posticum. 
El conjunto estaría levantado en un podio de un tercio de la altura de las columnas.
El estudio realizado por Cellers, por encargo de la Junta de Comercio, se realizó, al derribarse unos edificios entre la calle Paradís y la calle Llibreteria que dejaron al descubierto las columnas que  eran anteriormente ya conocidas, Parcerisas se dibujó a sí mismo en la planta que existía a la altura de los capiteles y por cuya ventana se veía otro más, en el exterior. El propio Antoni Cellers, que identificó erróneamente como cartaginés el templo, adjunta en la memorias, un alzado del lateral del mismo, en él se observan seis de las columnas de las que solamente cuatro se conservan hoy. Cinco en el lateral y dos en la trasera (una común en la esquina) Tres de ellas fueron derribadas para proseguir con la construcción. 
Alumnos de la escuela de oficios, con los fragmentos de fuste, el capitel en mejor estado y la basa de una de ellas, reconstruyeron en la Plaza del Rey una de las columnas junto a la capilla de Santa Águeda, en su tiempo utilizada como almacén-museo de arqueología. Esa columna, trasladada de nuevo es la que aparece a la derecha de lo que hoy se puede visitar, junto a las dos originales.